# إدي ليتل
إدي ليتل (بالإنجليزية: Eddie Little)‏ هو صحفي وكاتب أمريكي، ولد في أغسطس 1955 في لوس أنجلوس في الولايات المتحدة، وتوفي بنفس المكان في 20 مايو 2003.

## وصلات خارجية
- إدي ليتل على موقع IMDb (الإنجليزية)